# Zeidan Ag Sidalamine

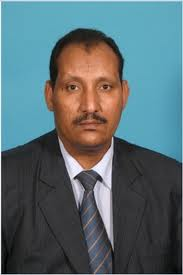
Zeidan Ag Sidalamine

Zeidan  Ag Sidalamine est un homme politique malien.
Ancien élève de l'École fondamentale de Tin Aouker où il est né dans le Tilemsi le 31 décembre 1960, du Second Cycle de Djebock et du Lycée Régional de Gao (1979-1982), titulaire d’une maîtrise en Lettres Modernes obtenue en juin 1986 à l'École Normale Supérieure (ENSUP) de Bamako, Zeidan Ag Sidalamine a été tour à tour : 
Agent de Développement local au sein des Projets et ONG, Conseiller Spécial, Secrétaire à l'Information et Secrétaire Général Adjoint du FPLA, Porte parole des MFUA à la signature du Pacte National le 11 avril 1992 à Bamako puis des MFUA et du MPMGK à la cérémonie Flamme de la paix de Tombouctou du 27 mars 1996, Coordinateur des Mouvements et Fronts Unifiés de l’Azawad (MFUA) d'avril à novembre 1992, Secrétaire Général du Front Populaire de Libération de l’Azawad (FPLA) de juillet 1995 à mars 1996, Conseiller Technique au Commissariat au Nord et au Ministère de l'Administration Territoriale, Conseiller Technique au Secrétariat Général de la Présidence du Mali sous les mandats des Présidents maliens Alpha Oumar Konaré et Amadou Toumani Touré de septembre 1998 à janvier 2003, Premier Conseiller à l’Ambassade du Mali à Pékin d'avril 2003 à novembre 2011.
Il exerce à nouveau de 2012 à 2013 la fonction de Conseiller Technique à la Présidence de la République du Mali avant d'être nommé au poste de Secrétaire Général du Ministère de la Réconciliation Nationale et du Développement des Régions du Nord (MRNDRN) nouvellement créé de 2013 à 2014, a servi en qualité d'Expert au sein du Bureau du Haut Représentant du Président de la République du Mali pour le dialogue inclusif intermalien et de membre de la délégation officielle gouvernementale malienne chargée de négocier un accord de paix avec les Mouvements armés notamment la Plateforme et la CMA.
Depuis décembre 2016, il  est nommé Conseiller Spécial auprès du Président  de la Commission Nationale Désarmement, Démobilisation et Réinsertion (CNDDR) des ex-combattants dans le cadre de l'Accord pour la paix et la réconciliation au Mali issu du processus d'Alger signé à Bamako le 15 mai et parachevé le 20 juin 2015.
Il a participé en qualité de membre à la Commission Nationale chargée d'organiser et d'animer les travaux de la Conférence d'Entente Nationale en 2017 à Bamako.
Zeidan AG Sidalamine est coauteur du Livre paru aux Éditions La Sahélienne à Bamako  :
RÉPLIQUE, Collection Regards sur une crise, 2013